# Veronica Webb
Veronica Webb (Detroit, 23 febbraio 1965) è una supermodella e attrice statunitense.

## Biografia
Di origini nigeriane, indiane e tedesche, figlia di un elettricista e di un'infermiera, la Webb si diplomò nel 1983, alla Detroit's Waldorf School. Successivamente si trasferì a New York, dove iniziò a studiare design, quindi iniziò la sua carriera di modella.

## Carriera

### Modella
Nel 1994 è stata eletta dalla rivista New York Magazine modella dell'anno. È apparsa sulle copertine di riviste quali Vogue, Essence e Elle.
Sfilò per Chanel, Yves Saint Laurent, Versace, Fendi, Christian Dior, Isaac Mizrahi, Todd Oldham e Karl Lagerfeld. E sfilò anche per Victoria's Secret nel 1995 e 1996.

### Attrice
Nel 1991 esordì nel mondo del cinema in veste di attrice, recitando una parte in Jungle Fever, diretto da Spike Lee con il quale ebbe una relazione sentimentale. L'anno successivo lavorò nuovamente con il regista afroamericano, interpretando un piccolo ruolo in Malcolm X.

### Beneficenza
Nel 2005 partecipò, insieme ad altre star quali Naomi Campbell, Beyoncé Knowles e Kelly Osbourne, allo show Fashion for Relief, realizzato per supportare i familiari delle vittime dell'Uragano Katrina.

## Agenzie
- Mega Model Agency - Amburgo[1]
- D'Management Group[1]
- Ford Models - New York[1]
- View Management - Spagna[1]
- Premium Model[1]
- Mega Model Agency - Berlino[1]

## Filmografia
- New Order - Round & Round - videoclip (1989)
- Jungle Fever, regia di Spike Lee (1991)
- Malcolm X, regia di Spike Lee (1992)
- Amore con interessi (For Love or Money), regia di Barry Sonnenfeld (1993)
- Damon - serie TV, 2 episodi (1998)
- Studio 54 (54), regia di Mark Christopher (1998)
- Il genio (Holy Man), regia di Stephen Herek (1998)
- In Too Deep, regia di Michael Rymer (1999)
- Zoolander, regia di Ben Stiller (2001)
- Becker - serie TV, 1 episodio (2001)
- Qualcuno come te (Someone Like You), regia di Tony Goldwyn (2001)
- Dirty Laundry, regia di Maurice Jamal (2006)